# Теорема Эрдёша — Радо
Теорема Эрдёша — Радо — обобщение теоремы Рамсея на несчётные множества.
Названа в честь Пала Эрдёша и Ричарда Радо.
Ранее Джюро Курепа доказал эту теорему в предположении обобщённой Континуум-гипотезы.

## Формулировка
Пусть {\displaystyle r} — конечно и {\displaystyle \kappa } — бесконечный кардинал.
Тогда для любой раскраски {\displaystyle (r+1)}-точечных подмножеств множества мощности {\displaystyle \exp _{r}(\kappa )^{+}}, в {\displaystyle \kappa } цветов существует монохроматическое подмножество мощности {\displaystyle \kappa ^{+}}.

### Замечания
- {\displaystyle \kappa ^{+}} обозначает следующее за {\displaystyle \kappa } кардинальное число.
- {\displaystyle \exp _{r}(\kappa )} определяется индуктивно {\displaystyle \exp _{0}(\kappa )=\kappa } и {\displaystyle \exp _{r+1}(\kappa )=2^{\exp _{r}(\kappa )}}.